# Skryje (kraj Wysoczyna)
Skryje – miejscowość i gmina (obec) w Czechach, w kraju Wysoczyna, w powiecie Havlíčkův Brod. W 2022 roku liczyła 183 mieszkańców.